# Corinna tatei
Corinna tatei là một loài nhện trong họ Corinnidae.
Loài này thuộc chi Corinna. Corinna tatei được Willis J. Gertsch miêu tả năm 1942.